# Ñ

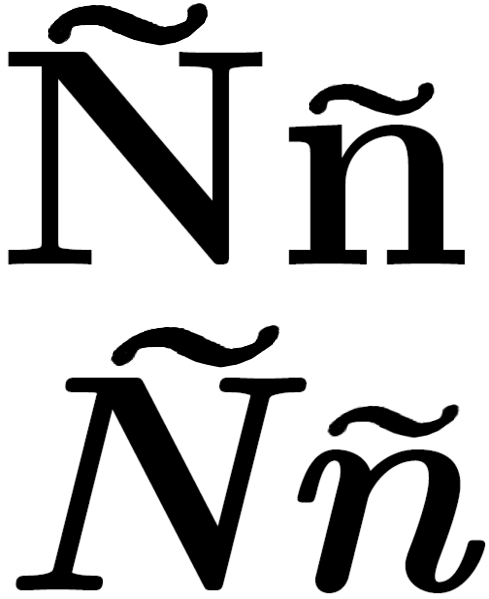

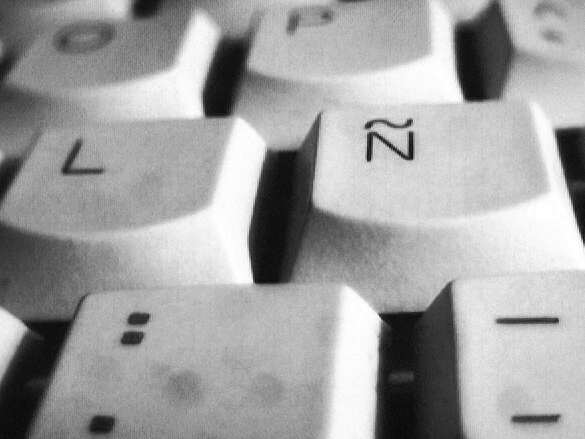
에스파냐어 자판에는 L 오른쪽에 Ñ이 있다.

Ñ, ñ(스페인어: eñe 에녜[*])는 N 위에 발음 구별 기호로 틸드가 들어간 글자로, 주로 에스파냐어의 경구개 비음(/ɲ/)을 나타낸다. 이는 한국어에서 구개음화한 ㄴ, 이를테면 ‘성냥(/səŋɲaŋ/)’의 ㄴ에 해당하는 소리이다. 스페인어 알파벳에서 Ñ는 N과 다른 독립적인 문자로 인식해서 N과 O 사이 15번째 글자로 두고 있다. ñ는 원래 nn으로 쓰다가 합자가 된 것이다.
에스파냐어의 철자법에 영향을 받은 다른 언어(갈리시아어, 과라니어, 바스크어, 아이마라어, 케추아어, 타갈로그어 등)도 경구개 비음을 나타내는 데에 ñ를 쓴다. 다른 로망스어군의 언어에도 이 소리가 있지만, 오크어와 포르투갈어에서는 nh, 카탈루냐어에서는 ny, 이탈리아어와 프랑스어에서는 gn을 쓴다.
이밖에도 타타르어, 크림 타타르어, 브르타뉴어에서도 ñ를 쓴다. 이들 언어에서는 연구개 비음 (/ŋ/)을 나타낸다.

## 컴퓨터 부호
| 미리 보기      | Ñ                                 | Ñ                                 | ñ                               | ñ                               |
| -------------- | --------------------------------- | --------------------------------- | ------------------------------- | ------------------------------- |
| 유니코드 이름  | LATIN CAPITAL LETTER N WITH TILDE | LATIN CAPITAL LETTER N WITH TILDE | LATIN SMALL LETTER N WITH TILDE | LATIN SMALL LETTER N WITH TILDE |
| 인코딩         | 10진                              | 16진                              | 10진                            | 16진                            |
| 유니코드       | 209                               | U+00D1                            | 241                             | U+00F1                          |
| UTF-8          | 195 145                           | C3 91                             | 195 177                         | C3 B1                           |
| 수치 문자 참조 | &#209;                            | &#xD1;                            | &#241;                          | &#xF1;                          |
| 명명 문자 참조 | &Ntilde;                          | &Ntilde;                          | &ntilde;                        | &ntilde;                        |

## 같이 보기
- 물결표